# مركز سلامة الغذاء
مركز سلامة الغذاء (CFS) هو 501c3 ، وهي منظمة أمريكية غير ربحية للدفاع، ومقرها في واشنطن العاصمة، ولديها مكتب في سان فرانسيسكو، كاليفورنيا. المدير التنفيذي هو المحامي أندرو كيمبريل. وتتمثل مهمتها المعلنة في حماية صحة الإنسان والبيئة، مع التركيز على تقنيات إنتاج الأغذية مثل النباتات والكائنات المعدلة وراثيًا (GMOs). تأسست عام 1997..[1]

## خدمات البرنامج
تشمل أكبر خدمات البرنامج التي يقدمها مركز سلامة الأغذية ما يلي:
شاركت لجنة الأمن الغذائي العالمي في الإجراءات القانونية ضد مصنعي نباتات معدلة وراثيا، مثل البرسيم (المهندسة وراثيا) من GE ، والقمح والأرز والبنجر، ويدعي أنه أوقف بنجاح تسويق ما لا يقل عن سبعة من هذه في الولايات المتحدة.[بحاجة لمصدر] يشمل هذا إدخال نباتات فارمينج المثيرة للجدل (مصانع GE التي تنتج أدوية بيولوجية).
كما كانت لجنة الأمن الغذائي العالمي مدافعة عن وضع العلامات الغذائية لشركة GE على مستوى الولاية والمستوى الفيدرالي على حد سواء، مما دفع إلى سن تشريعات جديدة وحشد الدعم العام عبر البلاد لإدارة الغذاء والدواء الأمريكية (FDA) لاتخاذ الإجراءات اللازمة.
بالإضافة إلى عمله على شركة GE للأغذية، قدم مركز سلامة الأغذية العديد من الالتماسات القانونية المتعلقة بصناعة المواد الغذائية، لوقف استخدام إضافات الأعلاف الخطيرة في المواشي الصناعية، وحماية الملقحات من مبيدات الآفات السامة.

## المدير التنفيذي أندرو كيمبريل
والمدير التنفيذي للمركز هو أندرو كيمبرل، محامي مصلحة عامة وناشط بيئي ومؤلف.وهو مؤسس المركز الدولي لتقييم التكنولوجيا. .بصفته محامًا أولًا ومديرًا للسياسات في مؤسسة الاتجاهات الاقتصادية، بدأت Kimbrell في العديد من قضايا المحاكم الفيدرالية.العديد من هؤلاء كانوا ضد الوكالات الحكومية. كان قادرا على مناشدة الولايات المتحدة بنجاح المحكمة العليا كجزء من ائتلاف المنظمات، مما أدى إلى تنظيم تلوث ثاني أكسيد الكربون للسيارات بموجب قانون الهواء النظيف. 
يظهر Kimbrell في قائمة Utne Reader لأفضل 100 صاحب رؤية في العالم، وقد اعترفت به صحيفة The Guardian في عام 2008 كواحد من بين 50 شخصًا يمكنهم إنقاذ الكوكب.كما أنه يساهم بشكل متكرر في الأفلام الوثائقية، بما في ذلك فيلم 2004 The Future of Food.

## القضايا القانونية ضد المحاصيل المعدلة وراثيا
كان مركز سلامة الأغذية طرفًا مرتبطًا في التحديات التي تواجه زراعة المحاصيل المعدلة وراثيًا في الولايات المتحدة.

### فصفصة نباتة
في أبريل 2004، التمس مونسانتو من خدمة فحص صحة الحيوان والنبات (APHIS) لإلغاء تنظيم منتجاتها Roundy Ready Alfalfa (RRA). بعد إجراء التقييم البيئي، قام APHIS بتحرير المنتج في عام 2005. وفي عام 2006، تم الطعن في هذا القرار من قبل مزارع بذور Geertson والأطراف الأخرى بما في ذلك مركز سلامة الأغذية. أدى هذا إلى قرار من محكمة مقاطعة سان فرانسيسكو الأمريكية بتعليق الوضع غير الخاضع للتنظيم ل RRA ووضع أمر قضائي على بيع وزراعة RRA حتى الانتهاء من بيان الأثر البيئي.
ألغت المحكمة العليا الأمريكية قرار محكمة المقاطعة في عام 2010، في قضية Monsanto Co. ضد Geertson Seed Farms. أعلن هذا القرار 7-1 لصالح شركة مونسانتو أن الأمر ضد RRA غير صالح، مما يسمح ببيع وغرس المنتج؛ ومع ذلك، فإنه لم يستعيد الوضع المحرر من المحصول.[15] عند الانتهاء من بيان الأثر البيئي، تم تحرير التنظيم RRA رسميًا في يناير 2011. [16]
كما أطلق مركز سلامة الأغذية دعوى قضائية منفصلة ضد RRA في قضية قضية سلامة الغذاء ضد Vilsack ، في أكتوبر 2012.زعمت لجنة الأمن الغذائي العالمي أن وكالة مكافحة الإيدز والحقوق المجاورة قد استعرضت بشكل غير صحيح RRA ، بحجة أنه ينبغي اعتبارها «آفة نباتية» بموجب قانون حماية النباتات.في عام 2013، أصدرت محكمة مقاطعة سان فرانسيسكو الأمريكية حكمًا في القضية لصالح المدعى عليه، توماس فيلساك، سكرتير وكالة الأنباء الإفريقية (APHIS). [17]

### قطع سكر
في 2009-2010، كانت محكمة مقاطعة الولايات المتحدة للمنطقة الشمالية من كاليفورنيا تنظر في القضية المتعلقة بزراعة بنجر السكر المعدل وراثيا. تشمل هذه الحالة سلالة مونسانتو من بنجر السكر المقاوم للمبيدات الحشرية. كما تم تنظيم هذه الدعوى من قبل مركز سلامة الغذاء.
في وقت سابق من عام 2010، سمح القاضي جيفري إس وايت بزراعة بنجر السكر المعدّل وراثيًا، لكنه حذر أيضًا من أن هذا قد يتم حظره في المستقبل أثناء إجراء مراجعة بيئية. وأخيرا، في 13 أغسطس 2010، أمر القاضي وايت بوقف زراعة بنجر السكر المعدل وراثيا في الولايات المتحدة. وأشار إلى أن «وزارة الزراعة لم تقم بتقييم العواقب البيئية بشكل كاف قبل الموافقة عليها للزراعة التجارية»..

### سباق التسلح الكيميائي للمبيدات الحشرية ومبيدات الآفات
في مقال عام 2012 على موقع مدونة Huffington Post ، ادعت Kimbrell أن Monsanto طورت بذور فول الصويا والذرة والقطن، مقاومة للعامل Orange (على الرغم من حقيقة أن تطبيق APHIS لا يحتوي على 2,4,5-T) وغيرها المواد الكيميائية الشبيهة بها، بالإضافة إلى تطورات شركة داو كيميكال، تعزز تعزيزًا كبيرًا في استخدام هذه المبيدات الحشرية ومبيدات الآفات التي ثبت أن بعضها شديد السمية. [19]
وقد تم تحقيق هذه التطورات لمكافحة الأعشاب الضارة والحشرات المقاومة حديثًا، والمحصنة ضد المبيدات الحشرية ومبيدات الأعشاب المتطورة، والتي أصبحت «مشكلة تتطلب اهتمامًا وطنيًا» وفقًا للجنة الأكاديمية الوطنية للعلوم.
أكثر ادعاءات كيمبرل إثارة للقلق هو أنه وفقًا للبعض، فإن الاعتماد على هذا النوع غير المتنوع من الحبوب، قد يكون «تهديدًا لإنتاج الغذاء العالمي». 
بعد شهر واحد، قررت وكالة حماية البيئة (EPA) إعادة تأكيد رفضها للعريضة، والسماح باستمرار استخدام هذه المواد الكيميائية، وفي عام 2014 أعطت وزارة الزراعة الأمريكية (USDA) ضوءًا أخضر للسماح البذور المراد استخدامها.

## نقد
يدعي مركز قضايا الغذاء العالمي (CGFI)، وهو منظمة غذائية محترفة معدلة وراثيًا، أنه في حالة واحدة، قيل أن كيمبرل أفرجت عن ذعر تسمم غذائي لا أساس له في صحيفة وول ستريت جورنال، بعد طلب إعفاء مونسانتو من استدعاء زيت كانولا من البذور بجين لم يتم اعتماده بعد من الولايات المتحدة، (على الرغم من أنه معتمد في كندا) موجود بكميات صغيرة في زيتهم، بعد أن قرر التركيز على جين مختلف له نتائج مماثلة.
يختلف علماء تطوير المحاصيل لدى GE ، وعلماء الأحياء الجزيئية، والمنظمات المحترفة من GE ، والمجتمع العلمي الأوسع مع المنظمات المضادة لـ GE مثل CFS ، ويجادلون بأن إدارة الأغذية والأدوية والمحاكم حذرة وعلمية وصادقة، وأن معظم الادعاءات المضادة لـ GE من منظمات مثل CFS مبنية على العاطفة، على الحقائق المشوهة وليس على العلم والمنهج العلمي ولا تعكس الإجماع الذي تم التوصل إليه بين العلماء بشأن محاصيل GE.